# 元井能
元井 能（もとい ちから、1920年1月5日 - 1989年3月28日）は、服飾史学者。
京都市出身。父は絵更紗の創始者・元井三門里（本名・翠。1885-1956）。1942年大阪外国語学校仏語科卒。1949年京都帝国大学文学部美学美術史卒。同大学院をへて、1957年京都市立美術大学講師、1963年助教授、1969年校名変更で京都市立芸術大学助教授、1970年教授。1985年定年退任、名誉教授。京都女子大学教授、京都市美術館館長。

## 著書
- 『西洋被服文化史』光生館 1959
- 『日本被服文化史』光生館 1969
- 『日本・西洋被服文化史』光生館 1970
- 『美へのあしあと 元井能論文集』京都書院 1985

### 編共著
- 元井三門里筆『絵更紗図録』第1-5期 編 京都書院 1963-80
- 『絵更紗 元井三門里遺作集』編輯 光琳社出版 1968
- 『彦根更紗 井伊家旧蔵』編 光琳社出版 1970
- 『日本の文様 14 松』吉田光邦・伊藤ていじ・河原正彦,西村兵部共著 光琳社出版 1971
- 『日本の文様 6 器物』吉田光邦,河原正彦共著 光琳社出版 1973
- 『日本の文様 19 藤・柳』嶋田玄弥,宗政五十緒共著 光琳社出版 1975
- 『京の伝統と文様 1 京友禅 千総』足立政男共解説 美乃美 1978

## 論文
- Cinii

## 注
1. ↑  東京文化財研究所